# Alexandru Cisar
Alexandru Theodor Cisar (Bucarest, 21 ottobre 1880 – Bucarest, 7 gennaio 1954) è stato un arcivescovo cattolico rumeno.

## Biografia
Monsignor Alexandru Theodor Cisar nacque a Bucarest il 21 ottobre 1880.

### Formazione e ministero sacerdotale
Entrò giovanissimo nel seminario della sua città. Nel 1899 venne inviato a Roma per studiare al Pontificio Collegio Urbano.
Il 6 giugno 1903 fu ordinato presbitero per l'arcidiocesi di Bucarest a Roma. Dopo il suo ritorno in patria, fu segretario dell'arcivescovo Francisc Xaveriu Hornstein e preside del seminario. Dopo un breve periodo trascorso come parroco prima a Bucarest e poi a Craiova, nel 1918 venne nominato preside della scuola "Sant'Andrea" a Bucarest.

### Ministero episcopale
Il 22 aprile 1920 papa Benedetto XV lo nominò vescovo di Iași. Ricevette l'ordinazione episcopale il 15 agosto successivo nella cattedrale di San Giuseppe a Bucarest dall'arcivescovo metropolita di Bucarest Albinus Raymund Netzhammer. Prese possesso della diocesi il 25 agosto.
La diocesi contava più di 100 000 cattolici suddivisi in 244 parrocchie, raggruppate in 5 decanati e servite da 53 sacerdoti. Ogni sacerdote aveva la responsabilità dalle 5 alle 18 chiese. Una delle sue prime attività fu la riapertura del locale seminario, chiuso fin dallo scoppio della prima guerra mondiale, per promuovere le vocazioni al presbiterato e la formazione del clero. Nel 1921 le parrocchie della Bessarabia, provincia annessa al Regno di Romania dopo la fine della guerra, furono unite alla sua diocesi.
Dopo il ritiro dell'arcivescovo Raymund Netzhammer, il 12 dicembre 1924 da papa Pio XI lo nominò arcivescovo metropolita di Bucarest. Prese possesso dell'arcidiocesi il 22 marzo successivo. Rimase amministratore apostolico di Iași fino al 1925, quando fu chiamato a succedergli Mihai Robu. Promosse il restauro e la realizzazione di edifici di culto. Il 5 giugno 1930 venne istituita la provincia ecclesiastica di Bucarest.
Tra il 1949 ed il 1953 il nuovo regime comunista lo mise agli arresti domiciliari nel convento francescano di Orăștie e per due volte, con l'autorizzazione delle autorità, riuscì ad ordinare dei nuovi preti ad Alba Iulia. Nel 1951 consacrò segretamente vescovo Viktor Győző Simon Macalik. Verso la fine del 1953 gli fu permesso di tornare a Bucarest.
Morì a Bucarest il 7 gennaio 1954. È sepolto nella cappella cattolica del cimitero di Bellu a Bucarest.

## Genealogia episcopale e successione apostolica
La genealogia episcopale è:
- Cardinale Scipione Rebiba
- Cardinale Giulio Antonio Santori
- Cardinale Girolamo Bernerio, O.P.
- Arcivescovo Galeazzo Sanvitale
- Cardinale Ludovico Ludovisi
- Cardinale Luigi Caetani
- Cardinale Ulderico Carpegna
- Cardinale Paluzzo Paluzzi Altieri degli Albertoni
- Papa Benedetto XIII
- Papa Benedetto XIV
- Papa Clemente XIII
- Cardinale Marcantonio Colonna
- Cardinale Giacinto Sigismondo Gerdil, B.
- Cardinale Giulio Maria della Somaglia
- Cardinale Carlo Odescalchi, S.I.
- Cardinale Costantino Patrizi Naro
- Cardinale Lucido Maria Parocchi
- Cardinale Girolamo Maria Gotti, O.C.D.
- Arcivescovo Albinus Raymund Netzhammer, O.S.B.
- Arcivescovo Alexandru Theodor Cisar

La successione apostolica è:
- Vescovo Mihai Robu (1925)
- Vescovo Adolfo Vorbuchner (1936)
- Vescovo Viktor Győző Simon Macalik (1951)